# トビヤ家
トビヤ家は古代パレスチナにおけるユダヤ人の名門家系。第一神殿時代から続く古い家柄であり、アケメネス朝の支配下において勢力を拡大した。そしてヘレニズム時代、特にパレスチナがプトレマイオス朝の支配下にあった時代にはユダヤにおいて最有力の家となった。トビヤとはヘブライ語で「ヤハウェが良くする」の意味。

## 歴史
トビヤ家の正確な起源は不明である。ユダ王国時代には既に有力な土地所有者であった。その拠点となった南ギレアド地方は「トビヤの地」の別名で知られる。初期のトビヤ家の人間として登場するのは旧約聖書ネヘミヤ記に登場するトビヤである。同書の中でトビヤはサマリヤ太守サンバラト（アッカド語：シン・ウバリト）などと並んでネヘミヤの敵対者として登場する。
トビヤ家は当時より有力家として権勢を振るったが、その勢力がいよいよ巨大な物となるのはプトレマイオス朝の支配下においてである。プトレマイオス朝の王プトレマイオス2世（前284年 - 前246年)の時代にトビヤ家の代表者であったトビヤ（ネヘミヤ時代のトビヤの子孫の1人）は、アンモンの要塞の有力者となっていた。彼はプトレマイオス家のパレスチナ支配の協力者として、王の徴税官たる役割を務め、アレクサンドリアの宮廷においても名士として振舞った。そしてエルサレムの大祭司オニアス2世の娘を娶ってその政治的地位を大きく高めていった。
トビヤの息子ヨセフ（ヨセフ・ベン・トビヤ）の時代には、その権勢は絶頂に達した。彼は政治工作の結果、他のユダヤ人にプトレマイオス朝の宮廷でヨセフがユダヤの代表者として振舞う事を認めさせ、大祭司の権限を著しく縮小して自らの権限を拡大した。
こうしてプトレマイオス朝との密接な結びつきによって勢力を拡大していたトビヤ家であったが、ヨセフの後継者ヒルカノスの時代にはパレスチナはセレウコス朝の支配下に入った。プトレマイオス家との関係が強かったトビヤ家の威勢は若干の減退を余儀なくされたが、なおもユダヤの名門としての地位を保持し続けた。
アンティオコス4世エピファネスの治世に起きたマカバイ戦争ではその発生時からトビヤ家は当事者の1つとして暗躍している。トビヤ家の人々はこの時期極めてヘレニズム化しており、伝統的律法を重視するユダヤ人との宗教対立は激しいものとなっていた。またその経済的地位の高さは、かえって貧困者との対立の原因ともなった。こうした中、ヒルカノスその兄弟、そして他の名門貴族とのエルサレム神殿の大祭司職を巡る権力闘争が発生し、こう言ったユダヤ人内部での争いがやがてセレウコス朝に対する反乱へと発展していった。
詳細はマカバイ戦争の項を参照
この戦争の結果、ユダ・マカバイ（ユダス・マッカベイオス）らによってマカバイ家（ハスモン家）がユダヤ人の中において主導権を握るようになった。そしてこの戦争において敗者となったトビヤ家の権勢は失われたのである。

## 遺構
トビヤ家に関係する遺物の中で最も目を引くものは現在ヨルダン領内に残るカスル・エル・アブドである。この建物はヘレニズム様式とオリエント様式の折衷様式で建設されており未完成の状態で放棄されていた。
数々の証拠から、カスル・エル・アブドの建設者がトビヤ家のヒルカノスであると考えられている。兄弟たちとの対立のためにヨルダン川の東で異邦人達と暮らしたとされており、恐らくこの建物はその拠点とすべく作られたと言われている。未完成で放棄されているのは、ヒルカノスが最終的に自殺に追い込まれたことと関係するかもしれない。
カスル・エル・アブドがヒルカノスの手によって建設されたという説は未だ定説とはいえないが、トビヤ家の人間によって建設されたことは確実である。更に一説によれば、この建物は神殿であり、エルサレムの神殿と競合するような地位を与えようとしたのだという。ギリシア様式が大きく取り入れられていることは、ヘレニズム的な性格の強かったトビヤ家の立場を今に伝えるものである。